# Giuseppe Nicola Nasini

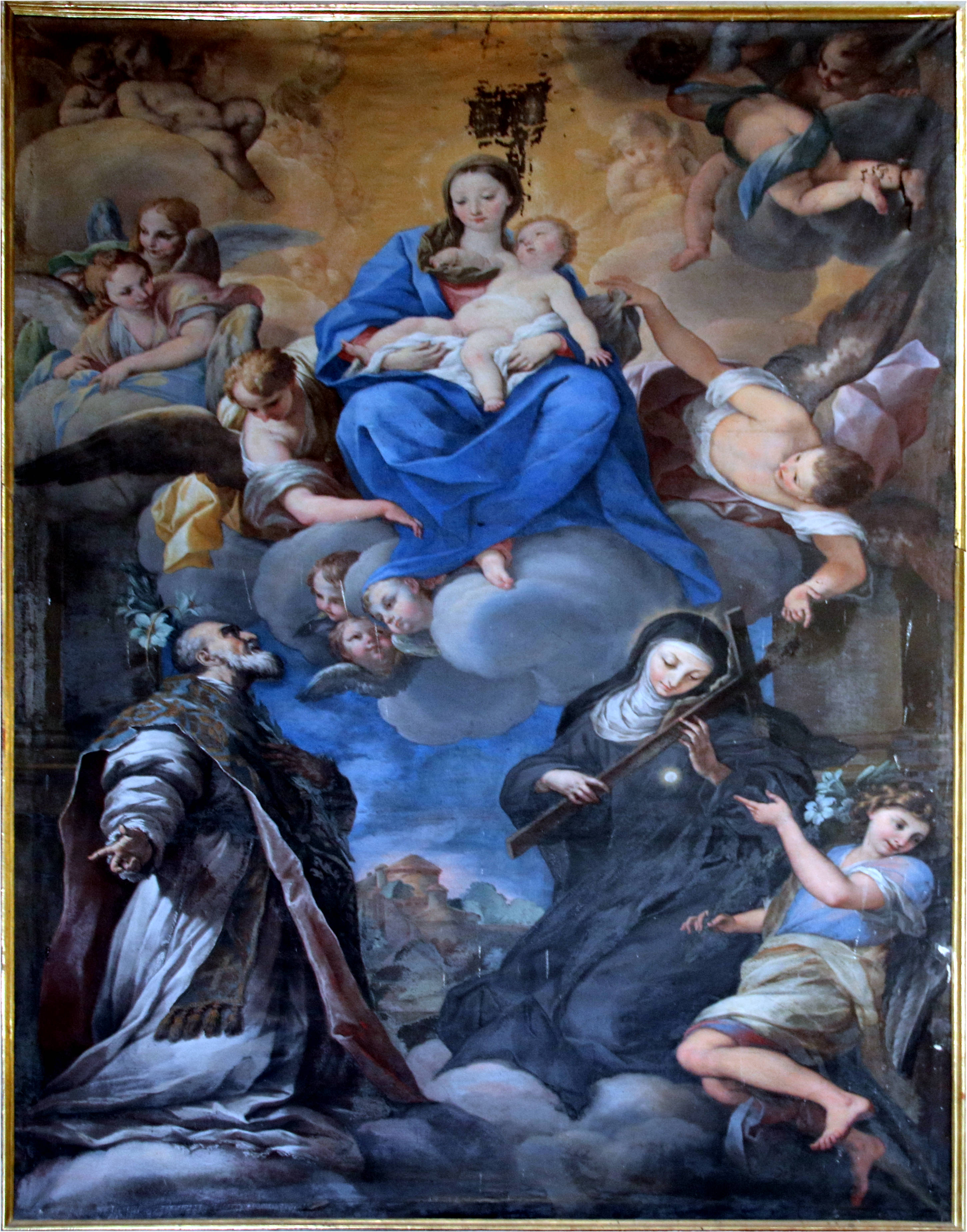
Madonna met Kind tussen Juliana van Nicomedië en Filippo Neri, Basilica van San Clemente, Siena

Giuseppe Nicola Nasini (Castel del Piano, 25 januari 1657 – Siena, 1736) was een Italiaanse kunstschilder en tekenaar, van wie de activiteit gedocumenteerd is in voornamelijk Florence, Venetië, Siena en Rome. Hij stond aan de basis van de heropleving van de barok in de schilderkunst in Siena aan het einde van de 17e eeuw.

## Biografie
Giuseppe Nicola was de zoon van Francesco Nasini en Vitoria Bassi. Hij was een telg uit een schildersfamilie, zowel zijn grootvader Giacomo als zijn vader Francesco en zijn oom Antonio Annibale waren schilder. Ook zijn oudere broer Antonio schilderde en zijn zoon Annibale en zijn neven Tommaso en Giacomo Francesco zouden schilder worden.
In 1679 kreeg hij samen met Bartolomeo Sibilla een tweede prijs in de eerste klasse van de schilderkunst aan de Accademia di San Luca in Rome en op 15 oktober van 1680 behaalde hij opnieuw de tweede prijs in de eerste klasse aan de diezelfde academie dankzij een ontwerp met het Oordeel van Salomon en een met Elia die een jongen en een weduwe ontmoet.
Tussen 1681 en 1688 kreeg Giuseppe Nicola gesponsord door Cosimo III de' Medici, een opleiding aan de Accademia toscana del disegno in Rome die geleid werd door Ciro Ferri(ca. 1634 - 1689). Zijn contacten met de Medici kwamen waarschijnlijk tot stand via de familie Chigi, hij maakte voor Agostino Chigi in 1679 en 1680 dertien portretten op koper van diens kinderen, die betaald werden op 25 september 1680.  De groothertog bestelde bij hem een werk met de Dood van Petrus van Alcántara voor de kerk van de Villa Medicea dell'Ambrogiana in de buurt van Montelupo Fiorentino.
Op 21 november 1691 trad hij in het huwelijk met Elisabetta di Sebastiano Neri in de Chiesa di San Pier Gattolino in Florence. Het paar kreeg drie kinderen: Apollonio (17 augustus 1692), Cosimo Gaetano (13 januari 1695) en Francesca (9 april 1701). Zijn echtgenote Elisabetta stierf op 1 januari 1718 in Castel del Piano.

## Werken

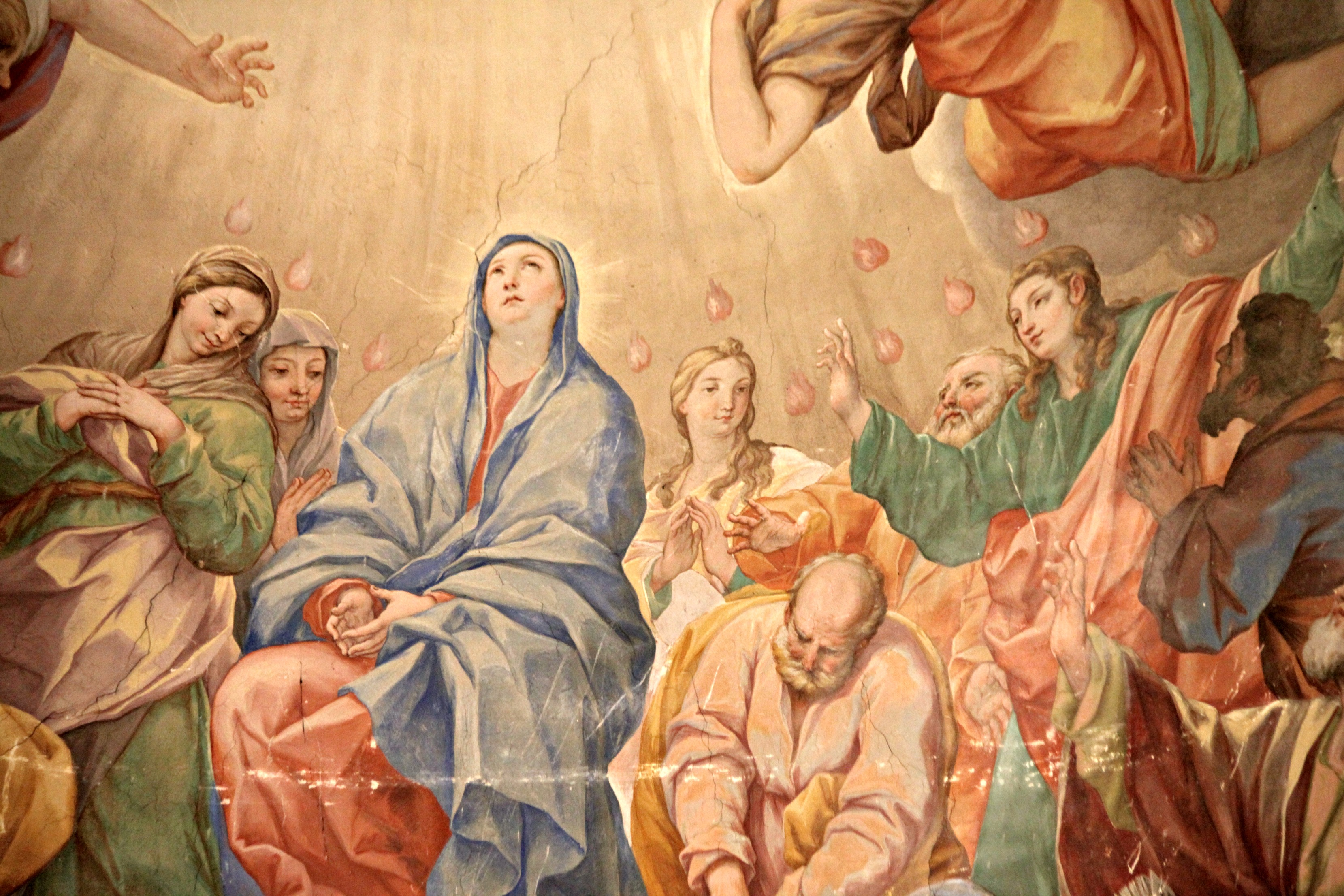
Pinksteren, Chiesa di Santo Spirito, Siena

Tussen 1685 en 1686 verbleef hij in Siena en schilderde samen met zijn broer Antonio de fresco op de Antiporto di Camollia, die hij daarna in 1699 ook restaureerde. Dit fresco werd vernield in 1944, een schets van de hand van Antonio Nasini is evenwel bewaard gebleven, nu in de Chigi-Saracini collectie in Siena. In het Louvre bewaart men een tekening van het werk door Giuseppe Nicola Nasini, die waarschijnlijk verband houdt met de restauratie. In 1686 schilderde hij in opdracht van de contrada van de Tartucca het Mirakel van de heilige Antonius van Padua en Hiëronymus gewekt door een engel voor de Chiesa di S. Antonio da Padova alle Murella.
In de herfst van 1686 ging hij na een kort verblijf in Bologna naar Venetië waar hij verbleef tot in 1688. Hij schilderde fresco’s in de Santa Maria dell'Umiltà en een lunette met De heilige Petrus in de gevangenis voor het klooster van San Giorgio Maggiore op het gelijknamige eiland in de lagune.
In oktober 1689 verhuisde hij naar Florence na korte verblijven in Vicenza, Verona, Padua, Mantua, Parma, Reggio, Modena en Bologna, waar hij schilderijen kopieerde. Hij was door de groothertog aangesteld tot kamerheer en intendant van de Medici-galerijen. In 1690 kreeg hij de opdracht voor het schilderen van de Novissimi: vier doeken die da laatste fasen van het menselijk lot voorstellen: Dood, Oordeel, Hel en Hemel.  Ze waren bestemd voor het Ilias-salon in het Palazzo Pitti en werden opgeleverd tussen 1690 en 1694. In de achttiende eeuw werden ze overgebracht naar de San Francesco, waar ze in de negentiende eeuw werden verwijderd. Ze zijn nu verloren gegaan. Hij kreeg ook de opdracht van Cosimo III om samen met Giuseppe Tonelli een Allegorie van de morele en religieuze deugden van de Medici te schilderen op het plafond van de galerij van de Uffizi die uitkijkt over de rivier de Arno, ze werden uitgevoerd tussen 1696 en 1699.
In de periode dat hij in Florence verbleef maakte hij nog talrijke andere werken, dikwijls in samenwerking met zijn neef. Daarbij zijn onder meer enkele fresco’s in de Capella della compagnia di San Luca in de Carmine, twee plafonds in het Palazzo Medici-Riccardi met Jupiter onderwerpt de reuzen, de fresco’s in de Capella Landi in de Carmine kerk, de Allegorie van de rede in het  palazzo Tolomei Biffi en enkele fresco's in de Medici-villa van Petraia. In 1693 zou hij in Siena in de Santa Margherita in Castelvecchio fresco’s geschilderd hebben met Hiëronymus, de Aanbidding van de herders en Maria Magdalena en tussen 1698 en 1699 werd hij betaald voor de eerste twee muurschilderingen in het Oratorio della Santissima Trinità.

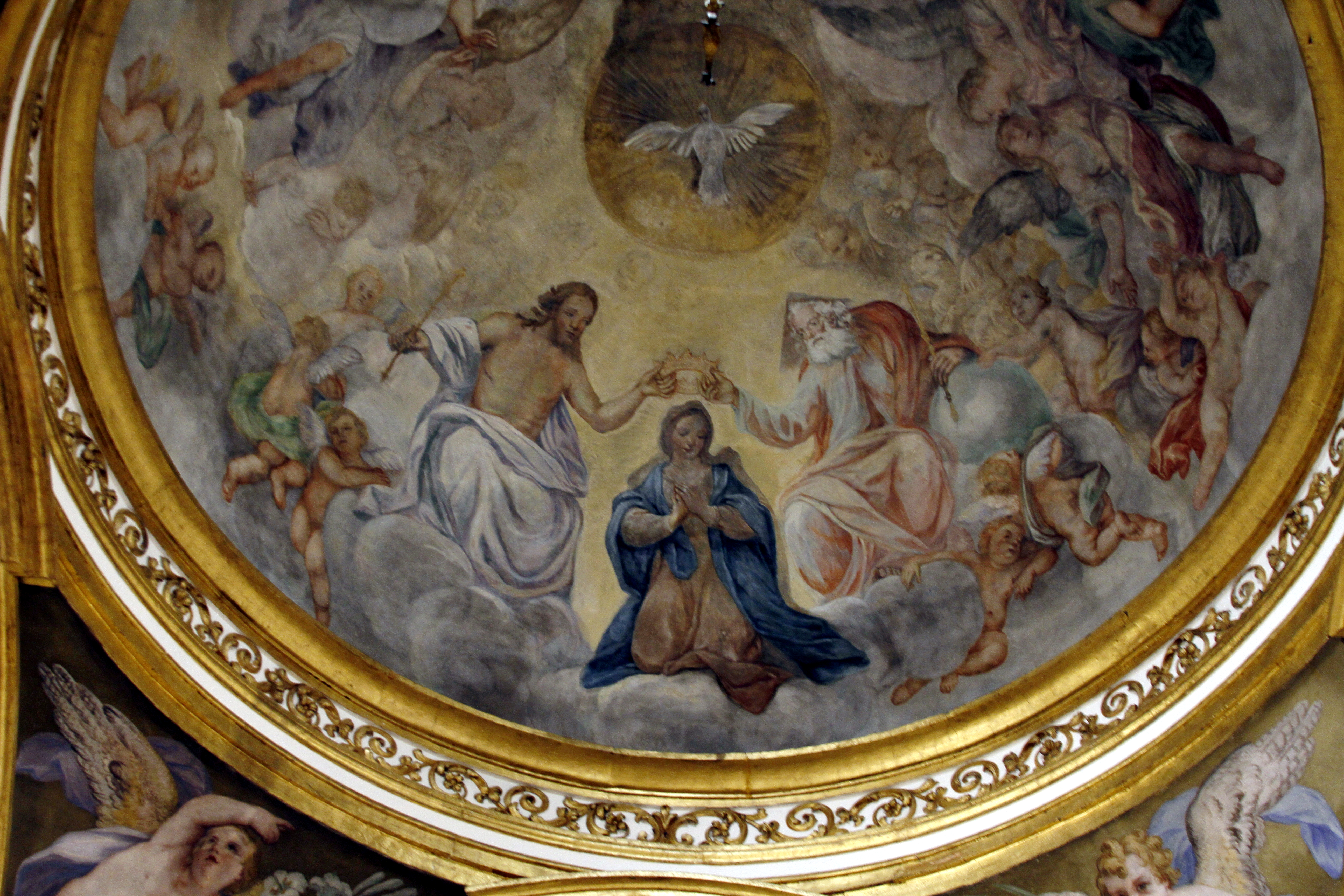
Kroning van de Maagd, in de koepel van de kapel van de Madonna in de Santa Maria della Scala, Siena

In 1720 keerde hij terug naar Rome waar hij werkte in de Santi Apostoli en in het Palazzo del Quirinale. Hij was een van de twaalf belangrijke schilders die door paus Clemens XI werden uitgekozen om zittende profeten te schilderen in de ovale nissen van het schip van de Sint-Jan van Lateranen. In Foligno schilderde hij een heilige Leonardus voor de kerk van de Madonna del Pianto en voor de kapel van de Madonna in de kerk van Santa Maria della Scala van Siena schilderde hij een reeks grote doeken met Scènes uit het leven van de Maagd, evenals fresco's met de Kroning van de Maagd.

## Web links
- Werken van Giuseppe Nicola Nasini op Europeana.
- Werken van Giuseppe Nicola Nasini op The Morgan Library & Museum.
- Werken van Giuseppe Nicola Nasini in het Rijksmuseum.
- Werken van Giuseppe Nicola Nasini op Fondazione Zeri

- Bibliothèque nationale de France: cb149182259 (data)
- Gemeinsame Normdatei: 129605565
- International Standard Name Identifier: 0000 0000 6683 4455
- KulturNav: 54d1d213-3078-4386-b0e8-d078fd60ba07
- Library of Congress Control Number: nr91034172
- RKD-Nederlands Instituut voor Kunstgeschiedenis: 58880
- Système universitaire de documentation: 241827744
- Union List of Artist Names: 500015361
- Virtual International Authority File: 60166946
- WorldCat: E39PBJrRdwQxyqkHQXfkVT9FKd